# Нікольська сільська рада (Оренбурзький район)
Ніко́льська сільська рада (рос. Никольский сельский совет) — сільське поселення у складі Оренбурзького району Оренбурзької області Росії.
Адміністративний центр та єдиний населений пункт — село Нікольське.

## Населення
Населення — 1222 особи (2019; 1143 в 2010, 1293 у 2002).